# Вермелья
Вермелья (порт. Vermelha) — район (фрегезия) в Португалии, входит в округ Лиссабон. Является составной частью муниципалитета Кадавал. По старому административному делению входил в провинцию Эштремадура. Входит в экономико-статистический субрегион Оэште, который входит в Центральный регион. Население составляет 1390 человек на 2001 год. Занимает площадь 11,92 км².
Покровителем района считается Симон Кананит (порт. São Simão). 